# Partito Sociale Repubblicano
Il Partito Sociale Repubblicano (in khmer: គណបក្សសង្គមសាធារណរដ្ឋ, Sangkum Sathéaranakrâth; in francese: Parti Social Républicain) è stato un partito politico cambogiano di orientamento anticomunista e nazionalista fondato nel 1972 su iniziativa di Lon Nol, che nel 1970 aveva attuato un colpo di Stato esautorando il re Norodom Sihanouk e proclamando la Repubblica Khmer.
Fu il partito unico del Paese fino al 1975, quando il regime di Lol fu abbattuto e fu instaurata la Kampuchea Democratica.
Il Partito Sociale Repubblicano ottenne tutti i 126 seggi della Camera e i 32 del Senato in occasione delle elezioni generali del 1972, alle quali ottenne oltre il 99% dei voti. L'esito elettorale fu contestato dall'unica altra formazione presente alle urne, il Pracheachon (Gruppo Popolare).
| Controllo di autorità | VIAF (EN) 11145857069322921874 |